# Cadel Evans Great Ocean Road Race 2025
La Cadel Evans Great Ocean Road Race 2025 fou la 9a edició de la Cadel Evans Great Ocean Road Race, una cursa ciclista d'un sol dia que es disputà pels voltants de Melbourne (Austràlia) el 2 de febrer de 2025.
Fou la segona prova del calendari UCI World Tour 2025 i la guanyà l'helvètic Mauro Schmid (Jayco AlUla) imposant-se per tres segons als novazelandesos Aaron Gate (XDS Astana) i Laurence Pithie (Red Bull-Bora-Hansgrohe).

## Equips
Quinze equips prengueren part a la cursa: 13 equips WorldTeam, un ProTeam i la selecció australiana.
| WorldTeams (12)- Groupama-FDJ - EF Education-EasyPost - Team Jayco AlUla - Intermarché-Wanty - Red Bull-BORA-hansgrohe - Soudal Quick-Step - Cofidis - Movistar Team - Team Picnic-PostNL - Ineos Grenadiers - Lidl-Trek - XDS Astana Team ProTeam- Israel-Premier Tech Equip nacional- Austràlia |
| |

## Classificació
| \| Classificació general \| Classificació general \| Classificació general \| Classificació general \| Classificació general \| \| Corredor \| Corredor \| Equip \| Temps \| \| \| --------------------- \| --------------------- \| ----------------------- \| --------------------- \| --------------------- \| \| 1r \| Mauro Schmid \| Team Jayco AlUla \| 4h 26' 07" \| \| \| 2n \| Aaron Gate \| XDS Astana Team \| + 3" \| \| \| 3r \| Laurence Pithie \| Red Bull-Bora-Hansgrohe \| + 3" \| \| \| 4t \| Javier Romo \| Movistar Team \| + 3" \| \| \| 5è \| Andrea Bagioli \| Lidl-Trek \| + 3" \| \| \| 6è \| Corbin Strong \| Israel-Premier Tech \| + 3" \| \| \| 7è \| Magnus Sheffield \| Ineos Grenadiers \| + 3" \| \| \| 8è \| Rémy Rochas \| Groupama-FDJ \| + 3" \| \| \| 9è \| Oscar Onley \| Team Picnic-PostNL \| + 3" \| \| \| 10è \| Finn Fisher-Black \| Red Bull-Bora-Hansgrohe \| + 8" \| \| |                   |                         |            |
| |                   |                         |            |
| Font: ProCyclingStats |                   |                         |            |
| Classificació general |                   |                         |            |
| Corredor | Corredor          | Equip                   | Temps      |
| 1r | Mauro Schmid      | Team Jayco AlUla        | 4h 26' 07" |
| 2n | Aaron Gate        | XDS Astana Team         | + 3"       |
| 3r | Laurence Pithie   | Red Bull-Bora-Hansgrohe | + 3"       |
| 4t | Javier Romo       | Movistar Team           | + 3"       |
| 5è | Andrea Bagioli    | Lidl-Trek               | + 3"       |
| 6è | Corbin Strong     | Israel-Premier Tech     | + 3"       |
| 7è | Magnus Sheffield  | Ineos Grenadiers        | + 3"       |
| 8è | Rémy Rochas       | Groupama-FDJ            | + 3"       |
| 9è | Oscar Onley       | Team Picnic-PostNL      | + 3"       |
| 10è | Finn Fisher-Black | Red Bull-Bora-Hansgrohe | + 8"       |

## Llista de participants
| Red Bull-Bora-Hansgrohe RBH | Red Bull-Bora-Hansgrohe RBH | Red Bull-Bora-Hansgrohe RBH |
| --------------------------- | --------------------------- | --------------------------- |
| Núm                         | Ciclista                    | Pos                         |
| 1                           | Laurence Pithie (NZL)       | 3r                          |
| 2                           | Finn Fisher-Black (NZL)     | 10è                         |
| 3                           | Filip Maciejuk (POL)        | DNF                         |
| 4                           | Ryan Mullen (IRL)           | DNF                         |
| 5                           | Danny van Poppel (NED)      | 14è                         |
| 6                           | Sam Welsford (AUS)          | DNF                         |
| 7                           | Ben Zwiehoff (GER)          | DNF                         |

| Soudal Quick-Step SOQ | Soudal Quick-Step SOQ         | Soudal Quick-Step SOQ |
| --------------------- | ----------------------------- | --------------------- |
| Núm                   | Ciclista                      | Pos                   |
| 11                    | Pascal Eenkhoorn (NED)        | 20è                   |
| 12                    | Pieter Serry (BEL)            | 65è                   |
| 13                    | Andrea Raccagni Noviero (ITA) | DNF                   |
| 14                    | Casper Pedersen (DEN)         | 43è                   |
| 15                    | Antoine Huby (FRA)            | 61è                   |
| 16                    | James Knox (GBR)              | DNF                   |
| 17                    | Junior Lecerf (BEL)           | DNF                   |

| Lidl-Trek LTK | Lidl-Trek LTK             | Lidl-Trek LTK |
| ------------- | ------------------------- | ------------- |
| Núm           | Ciclista                  | Pos           |
| 21            | Tim Torn Teutenberg (GER) | 13è           |
| 22            | Juan Pedro López (ESP)    | 62è           |
| 23            | Bauke Mollema (NED)       | 36è           |
| 24            | Jacopo Mosca (ITA)        | 58è           |
| 25            | Albert Withen Philipsen   | DNF           |
| 26            | Patrick Konrad (AUT)      | 18è           |
| 27            | Andrea Bagioli (ITA)      | 5è            |

| Ineos Grenadiers IGD | Ineos Grenadiers IGD     | Ineos Grenadiers IGD |
| -------------------- | ------------------------ | -------------------- |
| Núm                  | Ciclista                 | Pos                  |
| 31                   | Lucas Hamilton (AUS)     | 37è                  |
| 32                   | Michał Kwiatkowski (POL) | 25è                  |
| 33                   | Magnus Sheffield (USA)   | 7è                   |
| 34                   | Ben Swift (GBR)          | 52è                  |
| 35                   | Connor Swift (GBR)       | 35è                  |
| 36                   | Geraint Thomas (GBR)     | DNF                  |
| 37                   | Samuel Watson (GBR)      | 60è                  |

| Groupama-FDJ GFC | Groupama-FDJ GFC        | Groupama-FDJ GFC |
| ---------------- | ----------------------- | ---------------- |
| Núm              | Ciclista                | Pos              |
| 41               | Lewis Askey (GBR)       | 30è              |
| 42               | Sven Erik Bystrøm (NOR) | 51è              |
| 43               | Clément Davy (FRA)      | 38è              |
| 44               | Eddy Le Huitouze (FRA)  | DNF              |
| 45               | Quentin Pacher (FRA)    | 24è              |
| 46               | Rémy Rochas (FRA)       | 8è               |
| 47               | Matthew Walls (GBR)     | DNF              |

| Movistar Team MOV | Movistar Team MOV                 | Movistar Team MOV |
| ----------------- | --------------------------------- | ----------------- |
| Núm               | Ciclista                          | Pos               |
| 51                | Carlos Canal Blanco (ESP)         | 21è               |
| 53                | Gregor Mühlberger (AUT)           | 39è               |
| 54                | Mathias Norsgaard Jørgensen (DEN) | 56è               |
| 55                | Diego Pescador (COL)              | 46è               |
| 56                | Natnael Tesfatsion (ERI) (ruta)   | 19è               |
| 57                | Javier Romo (ESP)                 | 4t                |

| Team Jayco AlUla JAY | Team Jayco AlUla JAY        | Team Jayco AlUla JAY |
| -------------------- | --------------------------- | -------------------- |
| Núm                  | Ciclista                    | Pos                  |
| 61                   | Luke Durbridge (AUS) (ruta) | DNF                  |
| 62                   | Kelland O'Brien (AUS)       | 34è                  |
| 64                   | Mauro Schmid (SUI) (ruta)   | 1r                   |
| 65                   | Asbjørn Hellemose (DEN)     | DNF                  |
| 66                   | Campbell Stewart (NZL)      | 67è                  |
| 67                   | Chris Harper (AUS)          | 27è                  |

| Intermarché-Wanty IWA | Intermarché-Wanty IWA    | Intermarché-Wanty IWA |
| --------------------- | ------------------------ | --------------------- |
| Núm                   | Ciclista                 | Pos                   |
| 71                    | Francesco Busatto (ITA)  | 17è                   |
| 72                    | Dries De Pooter (BEL)    | 29è                   |
| 73                    | Arne Marit (BEL)         | 40è                   |
| 74                    | Tom Paquot (BEL)         | DNF                   |
| 75                    | Dion Smith (NZL)         | 31è                   |
| 76                    | Taco van der Hoorn (NED) | DNF                   |
| 77                    | Georg Zimmermann (GER)   | 22è                   |

| Team Picnic-PostNL TPP | Team Picnic-PostNL TPP     | Team Picnic-PostNL TPP |
| ---------------------- | -------------------------- | ---------------------- |
| Núm                    | Ciclista                   | Pos                    |
| 81                     | Tobias Lund Andresen (DEN) | 15è                    |
| 82                     | Julius van den Berg (NED)  | 63è                    |
| 83                     | Patrick Eddy (AUS)         | 55è                    |
| 84                     | Alexander Edmondson (AUS)  | DNF                    |
| 85                     | Gijs Leemreize (NED)       | 49è                    |
| 86                     | Bjoern Koerdt (GBR)        | 64è                    |
| 87                     | Oscar Onley (GBR)          | 9è                     |

| Cofidis COF | Cofidis COF                 | Cofidis COF |
| ----------- | --------------------------- | ----------- |
| Núm         | Ciclista                    | Pos         |
| 91          | Bryan Coquard (FRA)         | 16è         |
| 92          | Jesús Herrada López (ESP)   | 69è         |
| 93          | Ion Izagirre Insausti (ESP) | 32è         |
| 94          | Nolann Mahoudo (FRA)        | 57è         |
| 95          | Jan Maas (NED)              | 70è         |
| 96          | Paul Ourselin (FRA)         | 48è         |
| 97          | Alexis Renard (FRA)         | 41è         |

| XDS Astana Team XAT | XDS Astana Team XAT          | XDS Astana Team XAT |
| ------------------- | ---------------------------- | ------------------- |
| Núm                 | Ciclista                     | Pos                 |
| 101                 | Alberto Bettiol (ITA) (ruta) | DNF                 |
| 102                 | Nicola Conci (ITA)           | 53è                 |
| 103                 | Aaron Gate (NZL)             | 2n                  |
| 105                 | Henok Mulubrhan (ERI)        | 23è                 |
| 106                 | Ide Schelling (NED)          | 54è                 |
| 107                 | Sergio Higuita García (COL)  | DNF                 |

| Israel-Premier Tech IPT | Israel-Premier Tech IPT    | Israel-Premier Tech IPT |
| ----------------------- | -------------------------- | ----------------------- |
| Núm                     | Ciclista                   | Pos                     |
| 111                     | George Bennett (NZL)       | 28è                     |
| 112                     | Simon Clarke (AUS)         | 50è                     |
| 113                     | Pier-André Côté (CAN)      | 45è                     |
| 114                     | Nick Schultz (AUS)         | DNF                     |
| 115                     | Corbin Strong (NZL)        | 6è                      |
| 116                     | Stephen Williams (GBR)     | 66è                     |
| 117                     | Michael Woods (CAN) (ruta) | 12è                     |

| EF Education-EasyPost EFE | EF Education-EasyPost EFE          | EF Education-EasyPost EFE |
| ------------------------- | ---------------------------------- | ------------------------- |
| Núm                       | Ciclista                           | Pos                       |
| 121                       | Esteban Chaves Rubio (COL)         | 11è                       |
| 123                       | Lukas Nerurkar (GBR)               | 59è                       |
| 124                       | Jardi Christiaan van der Lee (NED) | DNF                       |
| 125                       | Markel Beloki (ESP)                | DNF                       |
| 126                       | Max Walker (GBR)                   | 33è                       |
| 127                       | Alastair MacKellar (AUS)           | 68è                       |

| UniSA-Australia AUS | UniSA-Australia AUS   | UniSA-Australia AUS |
| ------------------- | --------------------- | ------------------- |
| Núm                 | Ciclista              | Pos                 |
| 131                 | Cameron Scott (AUS)   | DNF                 |
| 132                 | Zac Marriage (AUS)    | DNF                 |
| 133                 | Fergus Browning (AUS) | DNF                 |
| 134                 | Rudy Porter (AUS)     | 26è                 |
| 135                 | Oliver Bleddyn (AUS)  | 47è                 |
| 136                 | Liam Walsh (AUS)      | 44è                 |
| 137                 | Matthew Fox (AUS)     | 42è                 |

| Red Bull-Bora-Hansgrohe RBH | Red Bull-Bora-Hansgrohe RBH | Red Bull-Bora-Hansgrohe RBH |
| --------------------------- | --------------------------- | --------------------------- |
| Núm                         | Ciclista                    | Pos                         |
| 1                           | Laurence Pithie (NZL)       | 3r                          |
| 2                           | Finn Fisher-Black (NZL)     | 10è                         |
| 3                           | Filip Maciejuk (POL)        | DNF                         |
| 4                           | Ryan Mullen (IRL)           | DNF                         |
| 5                           | Danny van Poppel (NED)      | 14è                         |
| 6                           | Sam Welsford (AUS)          | DNF                         |
| 7                           | Ben Zwiehoff (GER)          | DNF                         |

| Soudal Quick-Step SOQ | Soudal Quick-Step SOQ         | Soudal Quick-Step SOQ |
| --------------------- | ----------------------------- | --------------------- |
| Núm                   | Ciclista                      | Pos                   |
| 11                    | Pascal Eenkhoorn (NED)        | 20è                   |
| 12                    | Pieter Serry (BEL)            | 65è                   |
| 13                    | Andrea Raccagni Noviero (ITA) | DNF                   |
| 14                    | Casper Pedersen (DEN)         | 43è                   |
| 15                    | Antoine Huby (FRA)            | 61è                   |
| 16                    | James Knox (GBR)              | DNF                   |
| 17                    | Junior Lecerf (BEL)           | DNF                   |

| Lidl-Trek LTK | Lidl-Trek LTK             | Lidl-Trek LTK |
| ------------- | ------------------------- | ------------- |
| Núm           | Ciclista                  | Pos           |
| 21            | Tim Torn Teutenberg (GER) | 13è           |
| 22            | Juan Pedro López (ESP)    | 62è           |
| 23            | Bauke Mollema (NED)       | 36è           |
| 24            | Jacopo Mosca (ITA)        | 58è           |
| 25            | Albert Withen Philipsen   | DNF           |
| 26            | Patrick Konrad (AUT)      | 18è           |
| 27            | Andrea Bagioli (ITA)      | 5è            |

| Ineos Grenadiers IGD | Ineos Grenadiers IGD     | Ineos Grenadiers IGD |
| -------------------- | ------------------------ | -------------------- |
| Núm                  | Ciclista                 | Pos                  |
| 31                   | Lucas Hamilton (AUS)     | 37è                  |
| 32                   | Michał Kwiatkowski (POL) | 25è                  |
| 33                   | Magnus Sheffield (USA)   | 7è                   |
| 34                   | Ben Swift (GBR)          | 52è                  |
| 35                   | Connor Swift (GBR)       | 35è                  |
| 36                   | Geraint Thomas (GBR)     | DNF                  |
| 37                   | Samuel Watson (GBR)      | 60è                  |

| Groupama-FDJ GFC | Groupama-FDJ GFC        | Groupama-FDJ GFC |
| ---------------- | ----------------------- | ---------------- |
| Núm              | Ciclista                | Pos              |
| 41               | Lewis Askey (GBR)       | 30è              |
| 42               | Sven Erik Bystrøm (NOR) | 51è              |
| 43               | Clément Davy (FRA)      | 38è              |
| 44               | Eddy Le Huitouze (FRA)  | DNF              |
| 45               | Quentin Pacher (FRA)    | 24è              |
| 46               | Rémy Rochas (FRA)       | 8è               |
| 47               | Matthew Walls (GBR)     | DNF              |

| Movistar Team MOV | Movistar Team MOV                 | Movistar Team MOV |
| ----------------- | --------------------------------- | ----------------- |
| Núm               | Ciclista                          | Pos               |
| 51                | Carlos Canal Blanco (ESP)         | 21è               |
| 53                | Gregor Mühlberger (AUT)           | 39è               |
| 54                | Mathias Norsgaard Jørgensen (DEN) | 56è               |
| 55                | Diego Pescador (COL)              | 46è               |
| 56                | Natnael Tesfatsion (ERI) (ruta)   | 19è               |
| 57                | Javier Romo (ESP)                 | 4t                |

| Team Jayco AlUla JAY | Team Jayco AlUla JAY        | Team Jayco AlUla JAY |
| -------------------- | --------------------------- | -------------------- |
| Núm                  | Ciclista                    | Pos                  |
| 61                   | Luke Durbridge (AUS) (ruta) | DNF                  |
| 62                   | Kelland O'Brien (AUS)       | 34è                  |
| 64                   | Mauro Schmid (SUI) (ruta)   | 1r                   |
| 65                   | Asbjørn Hellemose (DEN)     | DNF                  |
| 66                   | Campbell Stewart (NZL)      | 67è                  |
| 67                   | Chris Harper (AUS)          | 27è                  |

| Intermarché-Wanty IWA | Intermarché-Wanty IWA    | Intermarché-Wanty IWA |
| --------------------- | ------------------------ | --------------------- |
| Núm                   | Ciclista                 | Pos                   |
| 71                    | Francesco Busatto (ITA)  | 17è                   |
| 72                    | Dries De Pooter (BEL)    | 29è                   |
| 73                    | Arne Marit (BEL)         | 40è                   |
| 74                    | Tom Paquot (BEL)         | DNF                   |
| 75                    | Dion Smith (NZL)         | 31è                   |
| 76                    | Taco van der Hoorn (NED) | DNF                   |
| 77                    | Georg Zimmermann (GER)   | 22è                   |

| Team Picnic-PostNL TPP | Team Picnic-PostNL TPP     | Team Picnic-PostNL TPP |
| ---------------------- | -------------------------- | ---------------------- |
| Núm                    | Ciclista                   | Pos                    |
| 81                     | Tobias Lund Andresen (DEN) | 15è                    |
| 82                     | Julius van den Berg (NED)  | 63è                    |
| 83                     | Patrick Eddy (AUS)         | 55è                    |
| 84                     | Alexander Edmondson (AUS)  | DNF                    |
| 85                     | Gijs Leemreize (NED)       | 49è                    |
| 86                     | Bjoern Koerdt (GBR)        | 64è                    |
| 87                     | Oscar Onley (GBR)          | 9è                     |

| Cofidis COF | Cofidis COF                 | Cofidis COF |
| ----------- | --------------------------- | ----------- |
| Núm         | Ciclista                    | Pos         |
| 91          | Bryan Coquard (FRA)         | 16è         |
| 92          | Jesús Herrada López (ESP)   | 69è         |
| 93          | Ion Izagirre Insausti (ESP) | 32è         |
| 94          | Nolann Mahoudo (FRA)        | 57è         |
| 95          | Jan Maas (NED)              | 70è         |
| 96          | Paul Ourselin (FRA)         | 48è         |
| 97          | Alexis Renard (FRA)         | 41è         |

| XDS Astana Team XAT | XDS Astana Team XAT          | XDS Astana Team XAT |
| ------------------- | ---------------------------- | ------------------- |
| Núm                 | Ciclista                     | Pos                 |
| 101                 | Alberto Bettiol (ITA) (ruta) | DNF                 |
| 102                 | Nicola Conci (ITA)           | 53è                 |
| 103                 | Aaron Gate (NZL)             | 2n                  |
| 105                 | Henok Mulubrhan (ERI)        | 23è                 |
| 106                 | Ide Schelling (NED)          | 54è                 |
| 107                 | Sergio Higuita García (COL)  | DNF                 |

| Israel-Premier Tech IPT | Israel-Premier Tech IPT    | Israel-Premier Tech IPT |
| ----------------------- | -------------------------- | ----------------------- |
| Núm                     | Ciclista                   | Pos                     |
| 111                     | George Bennett (NZL)       | 28è                     |
| 112                     | Simon Clarke (AUS)         | 50è                     |
| 113                     | Pier-André Côté (CAN)      | 45è                     |
| 114                     | Nick Schultz (AUS)         | DNF                     |
| 115                     | Corbin Strong (NZL)        | 6è                      |
| 116                     | Stephen Williams (GBR)     | 66è                     |
| 117                     | Michael Woods (CAN) (ruta) | 12è                     |

| EF Education-EasyPost EFE | EF Education-EasyPost EFE          | EF Education-EasyPost EFE |
| ------------------------- | ---------------------------------- | ------------------------- |
| Núm                       | Ciclista                           | Pos                       |
| 121                       | Esteban Chaves Rubio (COL)         | 11è                       |
| 123                       | Lukas Nerurkar (GBR)               | 59è                       |
| 124                       | Jardi Christiaan van der Lee (NED) | DNF                       |
| 125                       | Markel Beloki (ESP)                | DNF                       |
| 126                       | Max Walker (GBR)                   | 33è                       |
| 127                       | Alastair MacKellar (AUS)           | 68è                       |

| UniSA-Australia AUS | UniSA-Australia AUS   | UniSA-Australia AUS |
| ------------------- | --------------------- | ------------------- |
| Núm                 | Ciclista              | Pos                 |
| 131                 | Cameron Scott (AUS)   | DNF                 |
| 132                 | Zac Marriage (AUS)    | DNF                 |
| 133                 | Fergus Browning (AUS) | DNF                 |
| 134                 | Rudy Porter (AUS)     | 26è                 |
| 135                 | Oliver Bleddyn (AUS)  | 47è                 |
| 136                 | Liam Walsh (AUS)      | 44è                 |
| 137                 | Matthew Fox (AUS)     | 42è                 |